# Campylium insubricum
Campylium insubricum là một loài Rêu trong họ Amblystegiaceae. Loài này được (Farneti) Dixon mô tả khoa học đầu tiên năm 1927.